# Khahisa Mhlanga
Khahisa Mhlanga (* 26. Dezember 1999) ist eine britische Leichtathletin, die sich auf den Mittelstreckenlauf spezialisiert hat.

## Sportliche Laufbahn
Erste internationale Erfahrungen sammelte Khahisa Mhlanga im Jahr 2017, als sie bei den U20-Europameisterschaften in Grosseto in 2:06,96 min die Goldmedaille im 800-Meter-Lauf gewann. Im Dezember wurde sie bei den Crosslauf-Europameisterschaften in Šamorín nach 14:16 m Elfte im U20-Rennen und bei den Crosslauf-Europameisterschaften 2018 in Tilburg gelangte sie mit 14:00 min auf Rang sieben im U20-Rennen und sicherte sich in der Teamwertung die Goldmedaille. 2021 belegte sie bei den U23-Europameisterschaften in Tallinn in 2:04,05 min den vierten Platz über 800 Meter und bei den Crosslauf-Europameisterschaften 2022 in Turin belegte sie mit der Mixed-Staffel in 17:35 min den fünften Platz. Im Jahr darauf gewann sie dann bei den Crosslauf-Europameisterschaften 2023 in Brüssel in 19:48 min gemeinsam mit Joshua Lay, Bethan Morley und Adam Fogg die Bronzemedaille in der Mixed-Staffel hinter den Teams aus Frankreich und den Niederlanden. 
2023 wurde Mhlanga britische Meisterin im 1500-Meter-Lauf.

## Persönliche Bestleistungen
- 800 Meter: 1:59,35 min, 23. August 2023 in Watford
- 1500 Meter: 4:12,84 min, 23. Juli 2023 in Chelmsford